# Perizoma divisa
Perizoma divisa är en fjärilsart som beskrevs av Barend J. Lempke 1950. Perizoma divisa ingår i släktet Perizoma och familjen mätare. Inga underarter finns listade i Catalogue of Life.